# 1-Ethyl-3-methylimidazoliumacetat
1-Ethyl-3-methylimidazoliumacetat ist eine ionische Flüssigkeit (auch: ionic liquid oder Flüssigsalz).

## Eigenschaften
1-Ethyl-3-methylimidazoliumacetat ist eine ionische Flüssigkeit, also ein Salz, dessen Schmelzpunkt unter 100 °C liegt. Im Fall des 1-Ethyl-3-methylimidazoliumacetat liegt der Schmelzpunkt mit −20 °C sogar unter Raumtemperatur, was es zu einer Raumtemperatur-ionischen Flüssigkeit (RTIL) macht.

## Darstellung
Die Darstellung erfolgt durch Reaktion von einer wässrigen Lösung von 1-Ethyl-3-methylimidazoliumhydroxid mit Essigsäure. Nach Verdampfen des Wassers wird das EMIM OAc erhalten.

## Verwendung
1-Ethyl-3-methylimidazoliumacetat wird, wie viele andere ionische Flüssigkeiten, in der organischen Synthese eingesetzt. Durch den ionischen Aufbau ist es ein polares Lösungsmittel. Es kann zum Lösen von Biomasse, wie Lignin oder Cellulose genutzt werden. Aus diesem Grund wird enzymatische Aktivität in dieser ionischen Flüssigkeit intensiv beforscht. Weiterhin kann es als Organokatalysator verwendet werden.